# ميخائيل وايس (أستاذ جامعي)
ميخائيل وايس (بالألمانية: Michael Weiss)‏ هو رياضياتي ألماني، ولد في 14 ديسمبر 1955 في برلين في ألمانيا.